# Parangarico
Parangarico es una localidad del estado mexicano de Guanajuato. Es parte del municipio de Yuriria.

## Toponimia
El nombre «Parangarico» proviene del purépecha, su significado es «lugar en que arde el fogón».

## Demografía
| Gráfica de evolución demográfica |
|                                  |

| Censo | Población |
| ----- | --------- |
| 1900  | 591       |
| 1910  | 522       |
| 1921  | 359       |
| 1930  | 460       |
| 1940  | 731       |
| 1950  | 614       |
| 1960  | 894       |
| 1970  | 998       |
| 1980  | 1 177     |
| 1990  | 1 633     |
| 2000  | 2 160     |
| 2010  | 2 316     |
| 2020  | 2 703     |